# Philip Marlowe
Philip Marlowe magánnyomozó a híres krimiíró, Raymond Chandler képzeletének szülötte, visszatérő figurája. Marlowe detektívregények sorozatában szerepel: először a Hosszú álomban (The Big Sleep) tűnt fel, 1939-ben. Chandler egyetlen korábbi novellájában sem bukkan föl, ám számos korai történetét később újra kiadták, az eredeti szereplőket Philip Marlowe-ra cserélve. A változtatás feltételezhetően a szerző hozzájárulásával történt meg.
Philip Marlowe karaktere leginkább az 1920-as években megjelent kemény, „hardboiled” detektívregény-hős zsánerének felel meg: akkoriban tűnt fel a Black Mask magazin, benne a Dashiell Hammett alkotta a The Continental Oppal és Sam Spade-del. A magánhekus borúlátó, a korrupt társadalom cinikus megfigyelője, mégis, Marlowe és a többi kopó nem lanyhuló varázsának kulcsa megkopott idealizmusukban rejlik.
A felszínen szellemeskedő, iszákos, kemény Marlowe valójában csendesen elmélkedő, filozofikus alkat. Szereti a sakkot és a költészetet. Annak ellenére, hogy nem fél kockáztatni testi épségét, maga nem alkalmaz erőszakot pusztán azért, hogy elérje célját. Erkölcsileg erős személyiség, így nem csavarhatja el a fejét a műfajban gyakran feltűnő „végzet asszonya”, mint amilyen Carmen Sternwood A hosszú álomban. Chandler ezt írta detektív-ideáljával kapcsolatban: „Lehet, hogy elcsábítana egy hercegnőt, de biztos vagyok abban, hogy nem rontana meg egy szüzet.”
Chandler detektívregényeiből a művészi kifejezés tökéletesítése iránti erőfeszítés tükröződik. Első könyvét, A hosszú álmot akkor adták ki, amikor 51 éves volt. Utolsó könyvét, a Visszajátszást (Playback) pedig hetvenéves korában. Mind a hét regényét élete utolsó két évtizedében írta. Mindegyikük teljes egészében tartalmazza Philip Marlowe karakterét, de az egyes regények elbeszélői stílusa sajátságos, és mind mélységükben, mind irányultságukban különböznek egymástól.